# 短齿石豆兰
短齿石豆兰（学名：Bulbophyllum griffithii），为兰科石豆兰属下的一个植物种。
产云南东南部（麻栗坡、蒙自、西畴）。生于海拔约1000-1600米的山地阔叶林中树干上。分布于印度东北部。模式标本产于印度东北部。
该种以其植物体态和花被片的形状，也很相似于长足石豆兰 Bublophyllum pectinatum Finet, 但唇瓣基部无胼胝体；蕊柱足较短，蕊柱齿牙齿状。

## 同物異名
本種目前已知有4個同物異名：
- Bulbophyllum calodictyon Schltr.
- Bulbophyllum chitouense S. S. Ying
- Phyllorkis bulbophylli (Griff.) Kuntze
- Sarcopodium griffithii Lindl.